# Landfrauenverband Württemberg-Hohenzollern
Der Landfrauenverband Württemberg-Hohenzollern (Eigenschreibweise LandFrauenverband Württemberg-Hohenzollern) ist ein parteipolitisch unabhängiger und überkonfessioneller Frauenverband im ländlichen Raum von Württemberg-Hohenzollern. Mit ca. 8.000 Mitgliedern (Stand: Juli 2016) gehört der Verband zum Deutschen Landfrauenverband. Er ist über das Bildungs- und Sozialwerk der Landfrauen anerkannter Träger der ländlichen Erwachsenenbildung. Dienstsitz des Landfrauenverbands Württemberg-Hohenzollern sowie des Bildungs- und Sozialwerks ist Ravensburg.

## Geschichte
Der Landfrauenverband Württemberg-Hohenzollern wurde am 16. Oktober 1981 als Landfrauenverband Südwürttemberg-Hohenzollern von Ruth Wößner, Toni Teufel und Ernst Geprägs, Präsident des Bauernverbandes Südwürttemberg-Hohenzollern, gegründet. Er ist der jüngste der drei Baden-Württembergischen Landfrauenverbände. Erste Vorsitzende war Ruth Wößner.
1983 wurde der Landfrauenverband Württemberg-Hohenzollern Mitglied im Landesfrauenrat. 1984 folgte die Gründung des Bildungs- und Sozialwerks der Landfrauen e. V., 1985 die Mitgliedschaft im Deutschen Landfrauenverband.
1986 wurde die Arbeitsgemeinschaft der Landfrauenverbände Baden-Württembergs gegründet.
1989 behielt der Landfrauenverband Württemberg-Hohenzollern die Eigenständigkeit nach der Fusion der Landesbauernverbände.

## Ziele
Der Landfrauenverband Württemberg-Hohenzollern setzt sich für die politischen, sozialen, wirtschaftlichen und rechtlichen Interessen der Frauen im ländlichen Raum ein. Sowohl Bäuerinnen als auch Frauen ohne Bezug zur Landwirtschaft können Mitglied werden. Ziele sind:
- Qualifizierung und Förderung der beruflichen und persönlichen Weiterbildung der Frauen im ländlichen Raum
- Vereinbarkeit von Familie und Beruf
- Motivation und Befähigung von Frauen zum Ehrenamt und zur Mitwirkung im öffentlichen und kommunalpolitischen Leben
- Dialog zwischen Erzeugern und Verbrauchern
- Einsatz für eine bäuerlich geprägte Kulturlandschaft und für regionale Produkte
- Erhaltung und Verbesserung der Lebensqualität im ländlichen Raum
- Mitgestaltung des kulturellen Lebens

## Organisation

### Präsidentinnen und Vorstand
- 1981–1994: Ruth Wößner
- 1994–2006: Toni Teufel
- 2006–2009: Waltraud Allgäuer
- seit 2009: Juliane Vees

### Kreis- und Ortsverbände
Der Verband wird vom Vorstand bis zu den insgesamt 420 Ortsverbänden von ehrenamtlichen Kräften geleitet. Er besteht aus 12 Kreisverbänden mit 82 Sprengeln/Bezirken/Regionen und 190 Ortsvereinen (Stand: Dezember 2015). Kreisverbände gibt es in:
- Biberach-Sigmaringen
- Calw
- Ehingen
- Freudenstadt
- Ravensburg
- Reutlingen
- Rottweil
- Tettnang
- Tübingen
- Tuttlingen
- Württembergisches Allgäu
- Zollernalbkreis

### Aktivitäten
Der Landfrauenverband Württemberg-Hohenzollern bietet über das Bildungs- und Sozialwerk der Landfrauen e.V. verschiedene Kurse und Seminare zur Erwachsenenbildung an. 2015 nahmen über 55.000 Teilnehmerinnen an insgesamt 2.693 Bildungsveranstaltungen zu folgenden Sachgebieten teil:
- Gesundheit, Sport
- Verbraucherpolitik, Hauswirtschaft, Ernährung
- Kunst, Kultur, Kreativität
- Gesellschafts- und Sozialpolitik
- Familie und Soziales
- Landwirtschaft, Ländlicher Raum, Umwelt
- Medienkompetenz, EDV
- Wirtschaftspolitik
- Kommunikation, Verbandsmanagement
- Beiträge für das Gemeinwohl

### Politisches Engagement
Der Landfrauenverband Württemberg-Hohenzollern setzt sich parteipolitisch unabhängig und überkonfessionell durch seine Mitgliedschaft im Landesfrauenrat, in der Arbeitsgemeinschaft der drei Baden-Württembergischen Landfrauenverbände und darüber hinaus in Ausschüssen und Gremien unter anderem für folgende Themen ein:
- Bildung
- Familien
- Umwelt
- Ländlicher Raum
- Ehrenamt
- Gleichstellung